# センジユ
センジユとは、アングロアラブの日本の競走馬、種牡馬である。競走馬としてはアングロアラブの公営日本一に2年連続選出され、のちの啓衆社賞・年度代表馬オンスロートを破るなど活躍。種牡馬入り後も複数回のリーディングサイアーに輝いた。
※以下、馬齢はすべて2000年以前に使用された旧表記（数え年）にて記述する。

## 概要

### 競走馬時代

#### デビューから全日本アラブ争覇へ
もともと日高の2歳セリで福島県の馬商に落札されたが、全兄のタチナミを管理していた倉内種太郎調教師が「ひとめぼれして」、180万円で購買する。デビュー2戦目で準重賞のビクトリーハンデを楽勝すると、その後はデビュー以来4連勝の勢いで、南関東の3歳アングロアラブ最大の目標である全日本アラブ争覇へと進む。ところがセンジユはスタートで大きく出遅れてしまい、必死に追い上げるも5着までが精一杯。代わりにこの競走を勝ったのは、ビクトリーハンデで下したはずのオウゴンラツキーであった。

#### 4歳時の活躍
いったん戦績に土がついたセンジユだったが、その後はふたたび連勝を続けていく。6連勝で千鳥賞を制して重賞初勝ち星を挙げると、3月には早くも古馬のA級・B級混合戦に出走し勝利した。そのまま春の特別も制したが、次走のアラブチャレンジャーでは全兄のタチナミに敗れてしまう。その直後の船橋記念ではタチナミをハナ差で凌いで古馬重賞初勝利を挙げたが、続くワード賞は2着、白百合賞ではアタマ・ハナ差の3着と惜敗が続いた。それでも秋には秋の特別を制したが、年末にはホウセント記念・アラブチャンピオンとオウゴンラツキーを相手に連敗している。

#### サラブレッド系競走への挑戦
5歳となったセンジユは上半期だけで銀盃・船橋記念・ワード賞とアングロアラブ重賞を3勝したが、そのいずれも斤量は60キロを越えていた。結局ホウセントやトモスベビーと同じく、センジユは5月ごろからサラブレッド系競走への参加を始めている。C級からの格付けだったが順調に勝ち進むと、8月には大井の準重賞・スプリンターハンデでオンスロートをアタマ差凌ぐ大金星を挙げた。その後もサラブレッドのオープンクラスに混ざって、掲示板にしぶとく食い込むまずまずの走りを見せた。一方で下半期も引き続きアングロアラブ重賞に出走しているが、秋の特別では66キロの斤量を背負って着外。年末のアラブチャンピオンは63キロとやや軽くなったが、やはり1着からは大きく離された5着に終わっている。しかし上半期の活躍とサラブレッドへの挑戦が評価され、この年から新設された準公営日本一に選出されている。
6歳時も引き続きサラブレッドのオープン競走への出走を続けているが、夏場に大井の準重賞のサマーカップとスプリンターハンデで3着した程度であり、勝ち星からは遠ざかった。

#### 秋の特別2勝目、引退へ
8月25日のアングロアラブの準重賞・スプリンターハンデで、センジユは66キロの斤量を背負いながら久々の勝利を挙げる。その後は再びアングロアラブ競走に主軸を移すと、10月頭には64キロを背負いながらA級特別戦をレコードタイムで勝利。続く準重賞の1マイルハンデでは斤量が69キロにまで達したが、この年の春の特別馬エロルデに僅差まで迫る2着となっている。そして迎えた秋の特別、斤量は69キロで据え置かれたが、センジユは2400mの長丁場をじっくりと中団で追走。3コーナー前でスパートをかけると軽快に先頭まで進出し、そのまま見事にこの大競走2勝目を挙げた。その後はアングロアラブのオープン競走で再度のレコード勝ちを収めたが、一方で68キロを背負ったアラブチャンピオンでは着外に沈んでいる。それでも69キロという斤量を克服しての秋の特別での勝利により、昨年に引き続きアングロアラブの公営日本一に輝いた。
7歳時は再びサラブレッド系の競走のみを11戦走ったが、勝ち星を挙げることは叶わないまま引退した。

### 種牡馬時代
門別町の日西牧場で種牡馬入りすると、アングロアラブの内国産種牡馬としてはセイユウと並ぶ活躍を見せた。1974年と1975年には、アングロアラブの中央・地方総合リーディングサイアーにも輝いている。以下にその代表産駒を挙げる。

#### 代表産駒
- ダイゴトウスイ(種牡馬)
- センジユスガタ(アラブ大賞典・種牡馬)
- ヨシノセンジユ(銀盃・種牡馬)
- ナルビハヤテ(アラブ大賞典・全日本アラブ争覇・種牡馬)
- ウメオー(園田金盃・新春賞・白鷺賞)
- ブラツクアゲイン(シルバーカップ)
- イチトク(兵庫大賞典2回・園田金盃・種牡馬)
- ソウレイ(船橋記念2回・種牡馬)
- ヤマホーマー(園田金盃・摂津盃・種牡馬)
- バビロン(摂津盃・種牡馬)
- ガマナポレオン(東北アラブチャンピオン・紫桐杯・種牡馬)
- ダイイチタロー（アラブ王冠賞、銀盃）
- ヨシゼン(アラブ王冠)　ミスターヨシゼンの母。
- ウゼンブロンコー(渡良瀬賞・草雲賞)
- トサテンプウ(六甲盃・新春賞・種牡馬)
- ミヤゲイン(六甲盃・名古屋タイムズ杯・種牡馬)
- テルステイツ(福山三冠・福山大賞典・金杯)
- タカラトウザイ(船橋記念・種牡馬)　イナリトウザイの子。
- センキジン　シルバーブリツトの母。

## 血統表
| センジユの血統               | センジユの血統                        | センジユの血統                 | （血統表の出典）               | （血統表の出典）         |
| 父系                         | ブランドフォード系                    | ブランドフォード系             | ブランドフォード系             | [ § 2 ]                  |
| 父 アア 方景 1934 鹿毛       | 父の父*アスフオード Athford 1925 鹿毛 | Blandford                      | Swynford                       | Swynford                 |
| 父 アア 方景 1934 鹿毛       | 父の父*アスフオード Athford 1925 鹿毛 | Blandford                      | Blanche                        |                          |
| 父 アア 方景 1934 鹿毛       | 父の父*アスフオード Athford 1925 鹿毛 | Athasi                         | Farasi                         | Farasi                   |
| 父 アア 方景 1934 鹿毛       | 父の父*アスフオード Athford 1925 鹿毛 | Athasi                         | Athgreany                      |                          |
| 父 アア 方景 1934 鹿毛       | 父の母アア 影英 1929 鹿毛             | アラ *エルワルド               | 不詳                           | 不詳                     |
| 父 アア 方景 1934 鹿毛       | 父の母アア 影英 1929 鹿毛             | アラ *エルワルド               | 不詳                           |                          |
| 父 アア 方景 1934 鹿毛       | 父の母アア 影英 1929 鹿毛             | アア 影鶯                      | アラ *オーバーヤン五ノ六       | アラ *オーバーヤン五ノ六 |
| 父 アア 方景 1934 鹿毛       | 父の母アア 影英 1929 鹿毛             | アア 影鶯                      | 第一エラ                       |                          |
| 母 アア イースタン 1948 鹿毛 | 母の父アア *バラツケー Barraques 1927 | Comtat                         | Vinicus                        | Vinicus                  |
| 母 アア イースタン 1948 鹿毛 | 母の父アア *バラツケー Barraques 1927 | Comtat                         | Contree                        |                          |
| 母 アア イースタン 1948 鹿毛 | 母の父アア *バラツケー Barraques 1927 | アア Titine                    | アラ Kerro                     | アラ Kerro               |
| 母 アア イースタン 1948 鹿毛 | 母の父アア *バラツケー Barraques 1927 | アア Titine                    | アア Bougiere                  |                          |
| 母 アア イースタン 1948 鹿毛 | 母の母アア 梅橋 1937                  | *ウツリーブリツヂ              | Bridge of Earn                 | Bridge of Earn           |
| 母 アア イースタン 1948 鹿毛 | 母の母アア 梅橋 1937                  | *ウツリーブリツヂ              | Ashboro                        |                          |
| 母 アア イースタン 1948 鹿毛 | 母の母アア 梅橋 1937                  | アア 梅和                      | アラ *ワギー                   | アラ *ワギー             |
| 母 アア イースタン 1948 鹿毛 | 母の母アア 梅橋 1937                  | アア 梅和                      | アア 梅蕾                      |                          |
| 母系(F-No.)                  | オーバーヤン五ノ一一系(FN:ntb)        | オーバーヤン五ノ一一系(FN:ntb) | オーバーヤン五ノ一一系(FN:ntb) | [ § 3 ]                  |
| 5代内の近親交配              | 5代内アウトブリード                   | 5代内アウトブリード            | 5代内アウトブリード            | [ § 4 ]                  |
| 出典                         | 1. 2. 3. 4.                           | 1. 2. 3. 4.                    | 1. 2. 3. 4.                    | 1. 2. 3. 4.              |

- 母イースタンは国営競馬で通算13勝。その全兄にダイイチミネフジ[注 6]、半弟にオマタドロツプス[注 7]がいる[1]。